# Ajatashatru
Ajatashatru lub Adźataśatru (ur. ok. 563, zm. 461 p.n.e.) – król imperium Magadha we wschodnich Indiach panującym między 493 lub 491 a 461 p.n.e. Powiększył imperium odziedziczone po ojcu Bimbisarze. Założył Pataliputrę (obecnie Patna) i wzmocnił obronność stolicy Radźagryhy. Jego następcą został Udajin.

## Panowanie
Ajatashatru przejął władzę siłą, po uwięzieniu swojego ojca. Podczas swego panowania prowadził wojnę z Vaisali. Po pokonaniu przeciwnika, Ajatashatru podbił 36 państw, sąsiadujących z Maghadą. Ajatashatru, wedle tradycji buddyjskiej zginął z rąk własnego syna, Udayabhadry, który po zamordowaniu ojca przejął władzę w królestwie.